# 2. Deutsche Volleyball-Bundesliga 1979/80 (Männer)
Die Saison 1979/80 der 2. Volleyball-Bundesliga der Männer war die sechste Ausgabe dieses Wettbewerbs.

## 2. Bundesliga Nord
Meister und Aufsteiger in die 1. Bundesliga wurde der Dürener TV. Auch der Zweitplatzierte TVK Wattenscheid stieg auf. Absteigen mussten der VfL Bochum und der TuS Iserlohn.

### Mannschaften
In dieser Saison spielten folgende zehn Mannschaften in der 2. Bundesliga Nord der Männer:
- VdS Berlin
- VfL Bochum
- Dürener TV
- MTV Grone
- Hamburger SV
- TuS Iserlohn
- MTV Mariendorf
- USC Münster
- CVJM Siegen
- TVK Wattenscheid

Absteiger aus der 1. Bundesliga waren der Hamburger SV und CVJM Siegen. Aus der Regionalliga stiegen VdS Berlin (Nord) und TVK Wattenscheid (West) auf.

### Tabelle
|                         | Verein           | Spiele | Punkte | Sätze |
| ----------------------- | ---------------- | ------ | ------ | ----- |
| 1.                      | Düren            | 18     | 28:8   | 48:25 |
| 2.                      | Wattenscheid (N) | 18     | 24:12  | 42:32 |
| 3.                      | Münster          | 18     | 22:14  | 40:27 |
| 4.                      | Hamburg (A)      | 18     | 22:14  | 40:30 |
| 5.                      | Mariendorf       | 18     | 18:18  | 34:37 |
| 6.                      | VdS Berlin (N)   | 18     | 14:22  | 34:43 |
| 7.                      | Grone            | 18     | 14:22  | 27:38 |
| 8.                      | Siegen (A)       | 18     | 14:22  | 27:42 |
| 9.                      | Bochum           | 18     | 12:24  | 32:39 |
| 10.                     | Iserlohn         | 18     | 12:24  | 29:40 |
| Stand: Abschlusstabelle |                  |        |        |       |

|     | Aufsteiger in die Bundesliga    |
|     | Absteiger in die Regionalliga   |
| (A) | Absteiger aus der 1. Bundesliga |
| (N) | Aufsteiger aus der Regionalliga |

## 2. Bundesliga Süd
Meister und Aufsteiger in die 1. Bundesliga wurde Orplid Frankfurt. Auch der Zweitplatzierte TV Passau stieg auf. Absteigen mussten der TuS Griesheim und die TSG Reutlingen.

### Mannschaften
In dieser Saison spielten folgende zehn Mannschaften in der 2. Bundesliga Süd der Männer:
- Orplid Darmstadt
- Orplid Frankfurt
- USC Freiburg
- SC Freising
- TuS Griesheim
- TV Hülzweiler
- TV Passau
- TSG Reutlingen
- DJK Schwäbisch Gmünd
- 1. VC Wiesbaden

Absteiger aus der 1. Bundesliga gab es keine. Aus der Regionalliga stiegen Orplid Frankfurt (Südwest) und der TV Passau (Süd) auf.

### Tabelle
|                         | Verein           | Spiele | Punkte | Sätze |
| ----------------------- | ---------------- | ------ | ------ | ----- |
| 1.                      | Frankfurt (N)    | 18     | 34:2   | 52:13 |
| 2.                      | Passau (N)       | 18     | 28:8   | 49:23 |
| 3.                      | Hülzweiler       | 18     | 24:12  | 42:26 |
| 4.                      | Wiesbaden        | 18     | 20:16  | 40:26 |
| 5.                      | Freising         | 18     | 20:16  | 36:34 |
| 6.                      | Darmstadt        | 18     | 16:20  | 35:37 |
| 7.                      | Freiburg         | 18     | 16:20  | 28:35 |
| 8.                      | Schwäbisch Gmünd | 18     | 14:22  | 26:39 |
| 9.                      | Griesheim        | 18     | 8:28   | 22:46 |
| 10.                     | Reutlingen       | 18     | 0:36   | 3:54  |
| Stand: Abschlusstabelle |                  |        |        |       |

|     | Aufsteiger in die Bundesliga    |
|     | Absteiger in die Regionalliga   |
| (N) | Aufsteiger aus der Regionalliga |